# Viladomiu Nou

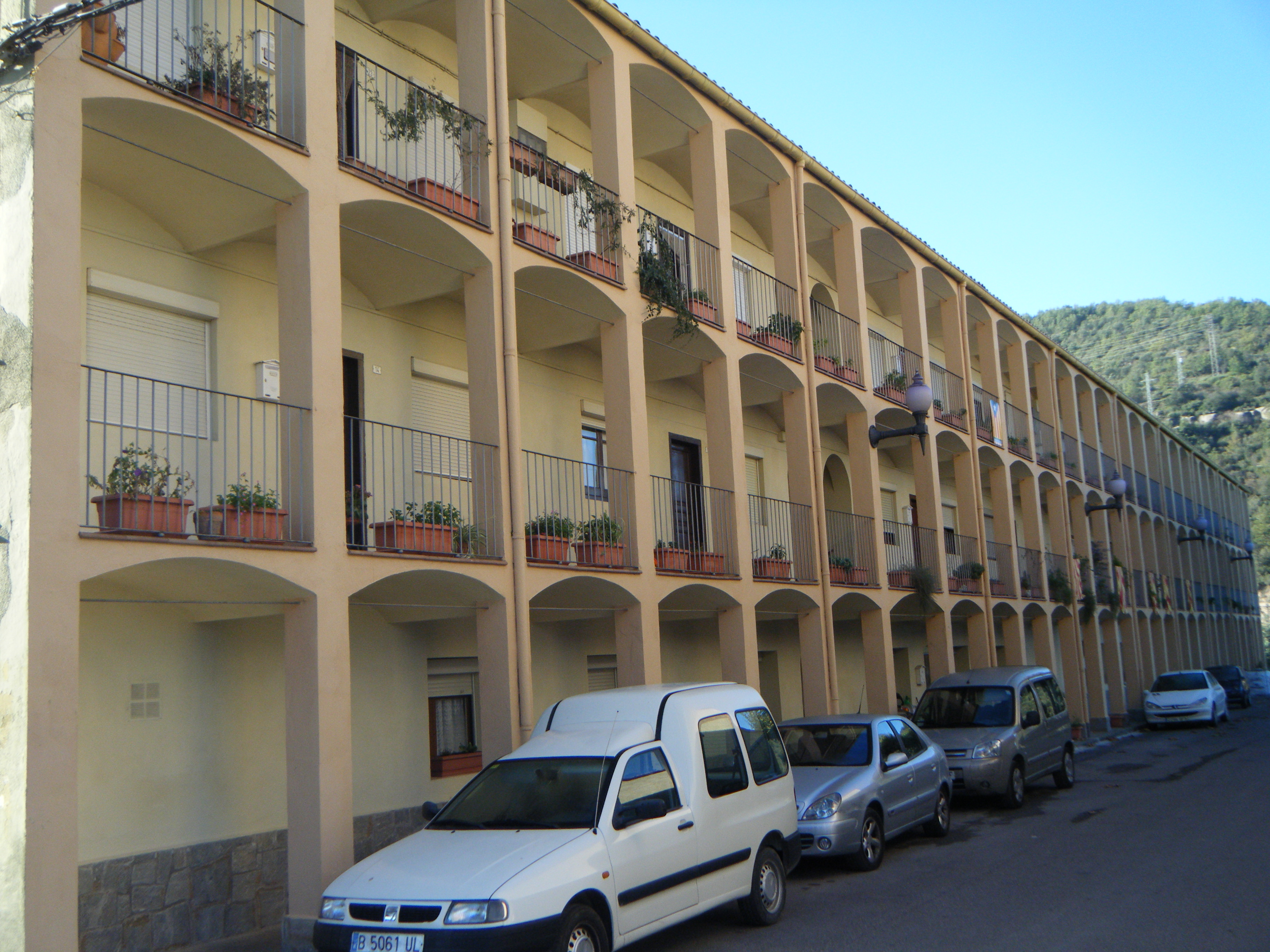
Viladomiu Nou, carrer Església

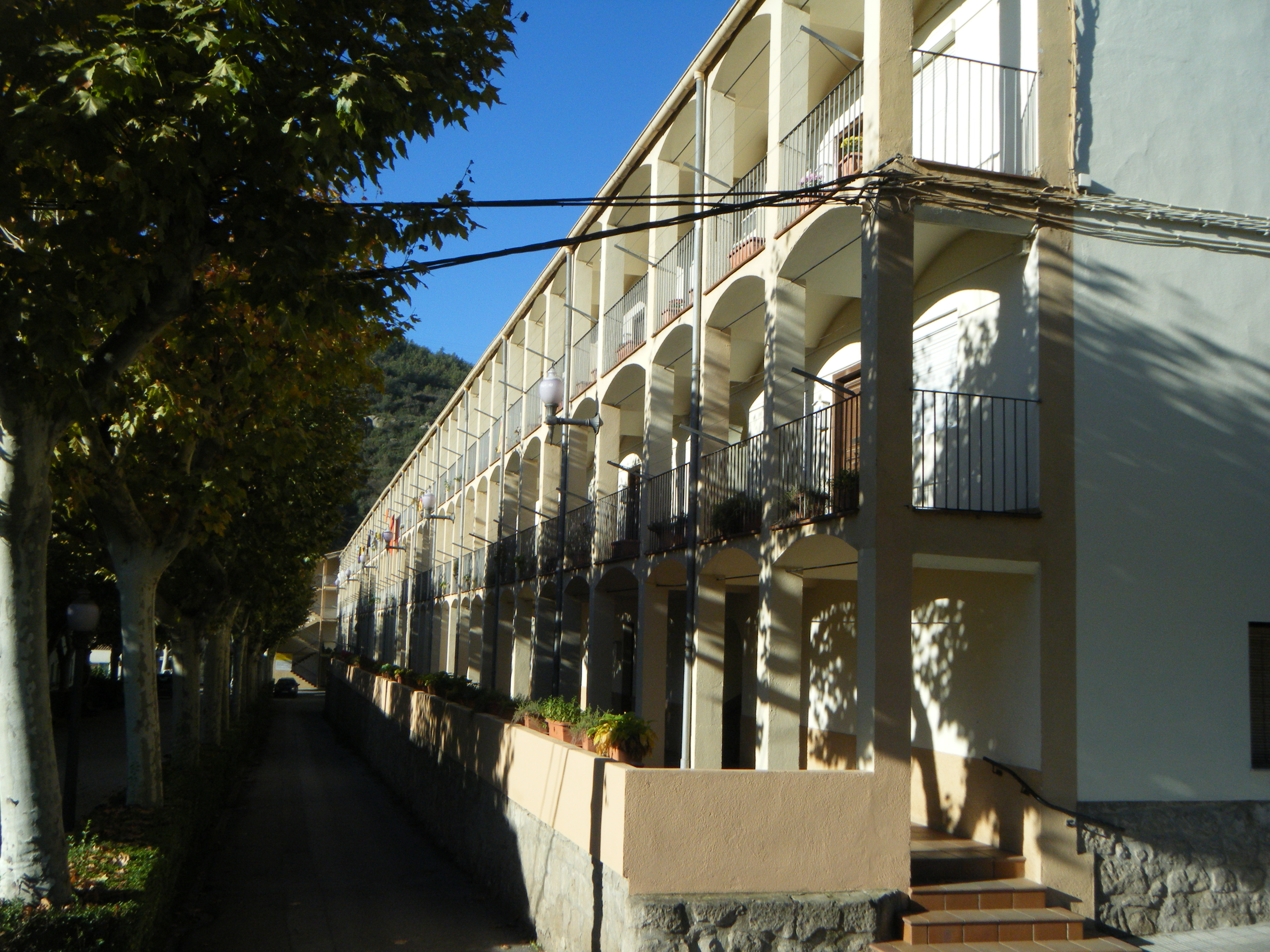
Habitatges

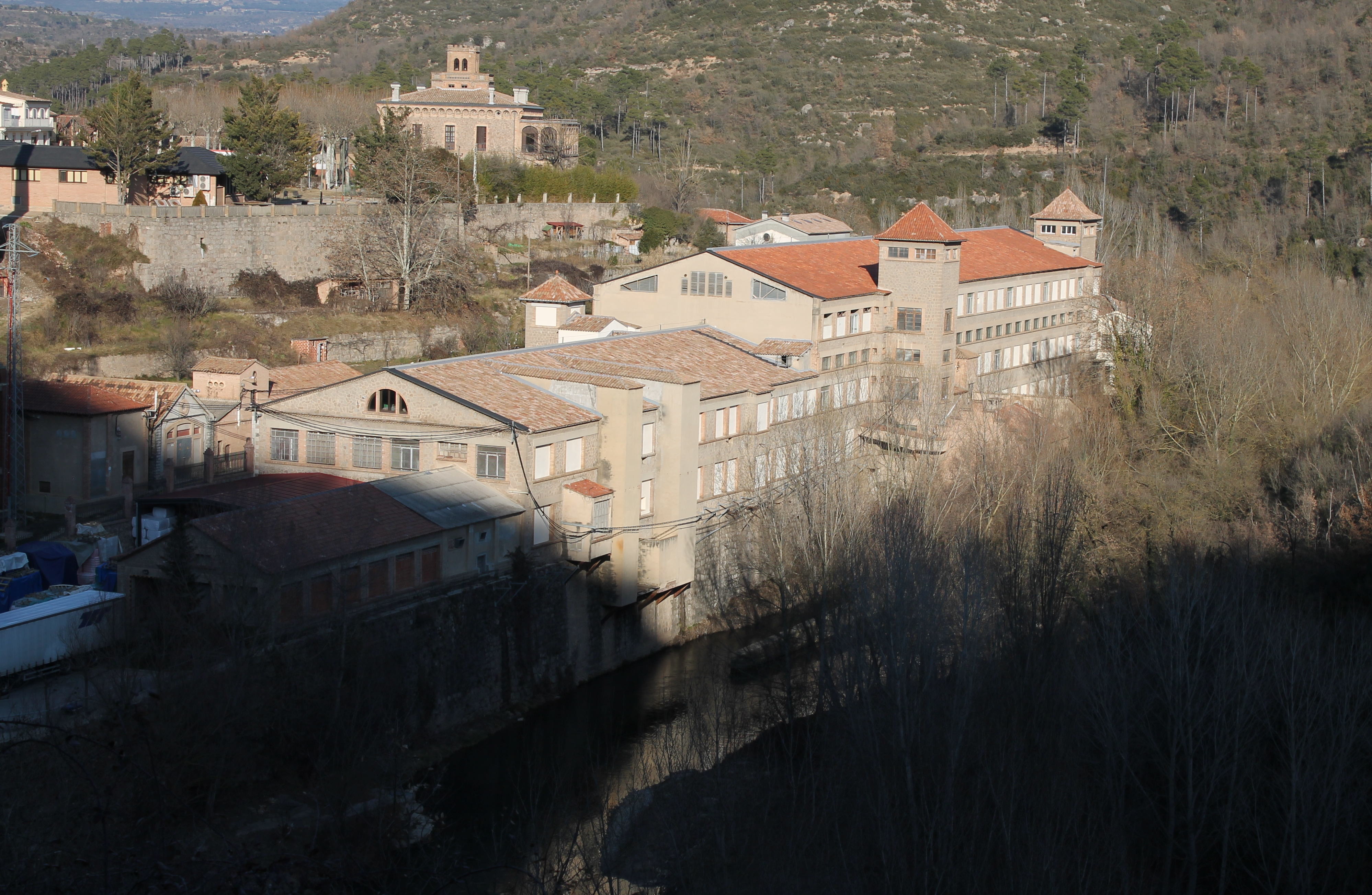
Viladomiu Nou, amb la fàbrica i la Torre de l'amo.

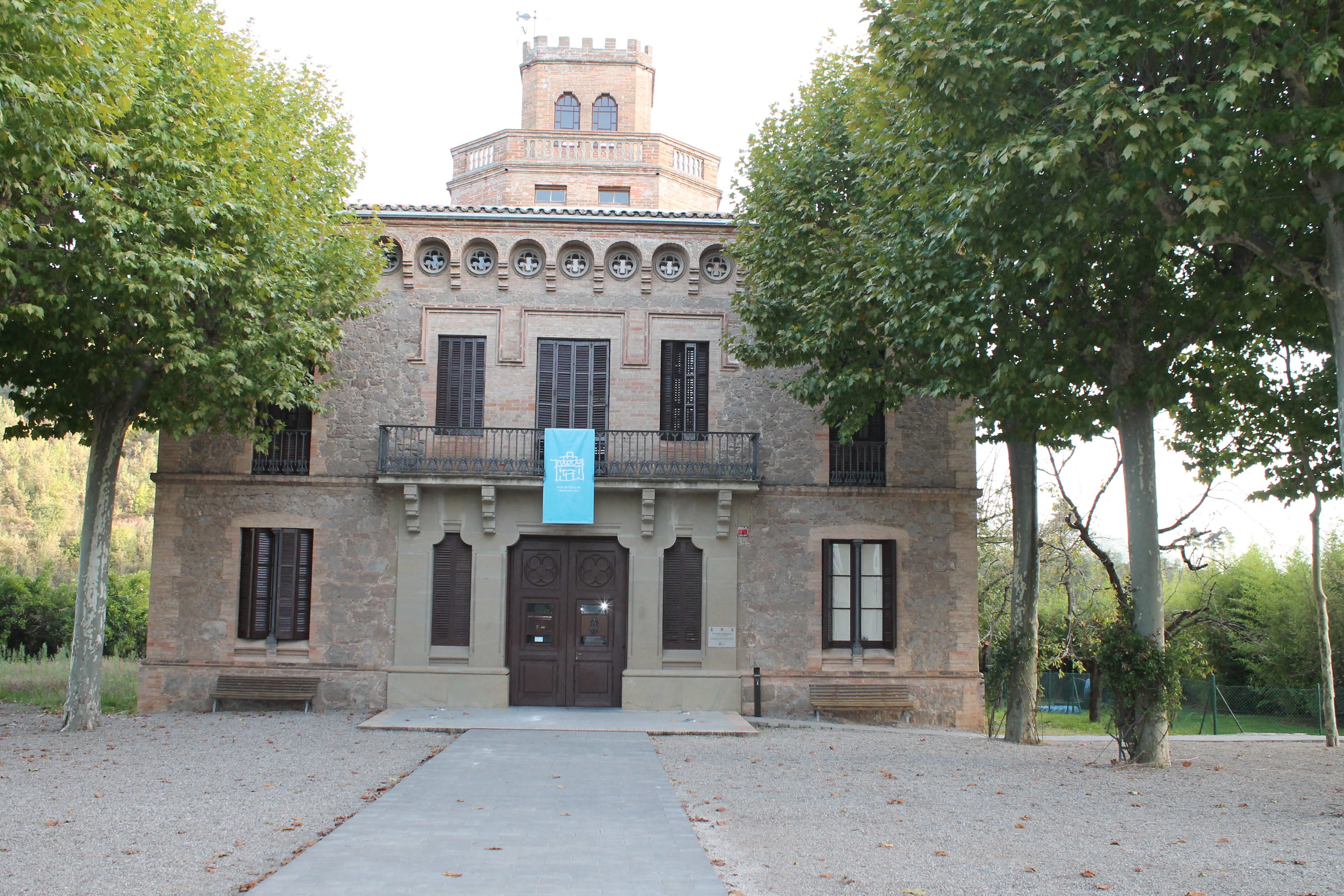
Torre de l'Amo de Viladomiu Nou

Viladomiu Nou és una colònia tèxtil del municipi de Gironella (Berguedà), entre Viladomiu Vell i el Guixaró, inclosa en l'Inventari del Patrimoni Arquitectònic de Catalunya.

## Descripció
La colònia Tèxtil de Viladomiu Nou, està situada a l'extrem sud del municipi de Gironella, en la confluència del Llobregat i la Riera de Clarà -33 km de la carretera de Manresa a Berga-. Com la majoria de colònies tèxtils de l'alt Llobregat, és un nucli de població que consta d'una fàbrica, la torre de l'amo, l'església, l'escola i els habitatges dels treballadors en blocs de tres pisos d'alçada que s'organitzen en carrers paral·lels i propers a la fàbrica.

### Edificis de Viladomiu Nou
- Torre de l'amo: Edifici que havia de ser la residència dels amos i alhora el símbol del seu poder econòmic i social. Es començà a construir l'any 1899 i a l'estiu del 1902 la família Viladomiu ja hi feu estada. Les obres de construcció de l'edifici podrien haver estat dirigides per Valentí Canudas, de Casserres, tot i que aquesta dada no se sap amb certesa. La torre fou utilitzada, pels propietaris, com a residència d'estiueig o per dormir-hi quan pujaven a controlar que la fàbrica, i el conjunt de la colònia, funcionessin correctament. Actualment, l'edifici és el centre de gestió del Consorci del Parc Fluvial del Llobregat i té diversos espai museïtzats per a ser visitats.[3]

- Església del Sagrat Cor: És l'església de la colònia. Les obres de construcció s'iniciaren l'any 1900, tres anys després que Viladomiu Nou esdevingués una colònia "independent" de Viladomiu Vell, i fou inaugurada l'any 1905.[3]

- Habitatges: Una de les claus del sistema econòmic i social de les colònies industrials és que el propietari facilités habitatge als treballadors a prop de la fàbrica, juntament amb els serveis bàsics que constitueixen un nucli de població. Actualment la colònia està formada per 102 habitatges. Els més antics daten de l'any 1900 i els més nous, que conformen el Carrer Nou, són de l'any 1951.[3] Antigament els obrers pagaven un lloguer mòdic pel seu habitatge. Amb el tancament de la fàbrica i posterior embargament d'edificis, els treballadors van poder adquirir i esdevenir propietaris dels pisos.

- Guarderia: És un edifici construït l'any 1928. El 1943 fou reformat per tal d'acollir una petita comunitat de monges.[3] En èpoques més recents, i en l'actualitat, ha tornat a funcionar com a llar d'infants.[4]

- Teatre-cinema: Aquest edifici fou construït l'any 1917 com a magatzem de la fàbrica i el 1952 es reformà per transformar-lo en el teatre-cinema de la colònia. Pot acollir 426 espectadors. L'any 1998 es va cremar l'escenari.[3] L’any 2012, es van executar les obres de reconstrucció i l'any 2021 van finalitzar aquestes obres, per reconvertir-lo en un espai cultural que aplega un teatre, sales d’usos polivalents i despatxos.

- L'escola: L'edifici de l'escola fou construït l'any 1957. Acollia l'antiga escola dels nens i de les nenes, que havien de ser educats per separat fins als anys setanta del segle xx, com a tot arreu. Els nens, de diferents edats i agrupats en una sola aula, tenien un mestre i les nenes, en canvi, eren educades per les monges del convent.[3]

## Història
La societat Tomàs Viladomiu e Hijos, que ja posseïa una colònia tèxtil en funcionament des de 1871 (la que es coneixeria més endavant com a Viladomiu Vell) va comprar l'any 1876 els terrenys per construir una nova fàbrica al lloc conegut com la Clau de Sant Marc, a mig quilòmetre aproximadament de l'altra fàbrica. La fàbrica nova es va començar a construir el 1880, en un moment en què el negoci familiar ja estava consolidat, però no era factible plantejar-se una ampliació de la fàbrica anterior. El nou emplaçament li permetia una ampliació del potencial energètic del Llobregat, i alhora els avantatges que oferia la legislació del moment per a les colònies industrials.
Viladomiu Nou esdevé una colònia independent de Viladomiu Vell el 1897, quan els hereus de Tomàs Viladomiu, els germans Josep i Jacint Viladomiu, es parteixen l'herència i finalitza l'estatut de colònia. A partir d'aquest moment ja no es coneix com a Clau de Sant Marc sinó com a Viladomiu Nou.
Tot i que inicialment era una colònia petita, a partir de 1897 va anar creixent. El 1900 es comença a construir l'església, que s'acaba el 1905, i es construeix també la Torre de l'Amo. També es van anar ampliant progressivament els carrers d'habitatges per als treballadors: durant la primera meitat dels anys trenta s'amplià la fàbrica i es construïren nous pisos. Amb Marc Viladomiu va esdevenir una gran colònia amb personalitat pròpia, que disposava de serveis de tota mena: teatre, cafè, botigues i camps de joc. Va comptar també amb una intensa activitat social i cultural que en certa manera ha arribat fins als nostres dies.
Durant la Guerra Civil (1936-1939) la fàbrica fou col·lectivitzada, però amb el desenllaç de la guerra i la instauració de la Dictadura Franquista, els Viladomiu recuperaren la propietat de la fàbrica i la colònia. A partir de llavors i fins a l'arribada de la crisi del sector tèxtil, la fàbrica funcionà a ple rendiment, la colònia seguí creixent demogràficament i aparegueren nous serveis: guarderia (1943), zona esportiva (1948) i nous pisos (1951).
La crisi del sector tèxtil l'afectà greument el 1982, i el tancament definitiu de la fàbrica va arribar el 1991. No obstant això Viladomiu Nou continua persistint com un nucli de població amb personalitat pròpia, amb diversos serveis i festes i celebracions pròpies.
La Torre de l'Amo, propietat municipal de l'Ajuntament de Gironella, s'ha convertit en oficina turística i centre d'interpretació de les colònies tèxtils de l'alt Llobregat, a més d'albergar la seu del Consorci del Parc Fluvial del Llobregat.

## Persones notables
- Maur Esteva i Alsina